# Новые приключения Стича
«Новые приключения Стича» (англ. Stitch! The Movie, дословно — Фильм «Стич!») — американский научно-фантастический комедийный фильм, выпущенный напрямую на видео 26 августа 2003 года студиями Walt Disney Television Animation и Rough Draft Korea. Продюсерские обязанности выполняли Тони Крейг, Джесс Уинфилд и Робертс «Бобс» Ганнауэй, последний также выступил сценаристом и одним из режиссёров наряду с Уинфилдом и Крейгом.
Этот фильм является вторым проектом франшизы «Лило и Стич» и третьим по внутренней хронологии вселенной, следуя сюжету оригинального фильма 2002 года и предшествуя событиям прямого сиквела 2005 года «Лило и Стич 2: Большая проблема Стича».
Кроме того, лента стала пилотной серией одноимённого спин-офф сериала «Лило и Стич: Сериал», над которым работали те же авторы и который стартовал вскоре после выхода фильма.
Сюжет повествует о дальнейших приключениях Лило и Стича, раскрывая предысторию экспериментов учёного Джамба Джукиты, проводимых ранее и финансируемых доктором Жаком фон Гомстервилем.

## Сюжет
Стич пытается адаптироваться к жизни на Гавайях с Лило, но постоянно создает неприятности. Лило поддерживает его, утверждая, что он уникален, однако Стич мечтает встретить собратьев, называя их "кузенами". Параллельно доктор Жак фон Хомяксвиль, старый партнер Джамбы Джукибы, привлекает бывшего капитана Ганту, чтобы похитить оставшиеся эксперименты. Похитив Джамбу и одну из капсул с Экспериментом 625, они улетают обратно на Землю, преследуемые Лило и Стичем, которые оказываются поверженными.
Вернувшись домой, Лило, Стич и Пликли обнаруживают спрятанный контейнер с капсулами экспериментов. Понимая опасность ситуации, Пликли настаивает держать эксперименты закрытыми, но Лило и Стич игнорируют предупреждение и оживляют Электрокинетического Эксперимента 221, который немедленно убегает. Забравшийся в плен к Хомяксвилю Джамба отказывается сотрудничать, и тогда злодей активирует Эксперимент 625, обладающего всеми способностями Стича плюс высоким уровнем интеллекта, хотя он оказывается крайне ленивым и больше заинтересован в приготовлении бутербродов.
Хомяксвиль требует выкуп за Джамбу, угрожая расправой, пока Лило и Стич охотятся за беглым 221-м. Найдя его в гостиничном номере, они используют хитрость, поймав его в прозрачную вазу. Стич принимает 221-го как родственника и называет его Спарки.
Во время запланированной передачи контейнера, выясняется, что один из экспериментов отсутствует. Появляются Лило и Стич со Спарки, объявляя всех членов своей семьей ("Охана"), освободив Джамбу от цепей. Корабль Великого Совета поднимается из океана, и готовится уничтожить Хомяксвиля, но Лило возражает против уничтожения экспериментов. Тогда Спарки выводит корабль из строя своим электрошоком, позволяя Хомяксвилю и Гантусу сбежать с украденными экспериментами.
Герои проникают внутрь корабля, сражаясь с Гомяксвилем и Гантусом. Контейнер открывается, высвобождая десятки капсул, рассеянных по островам Гавайского архипелага. Готовый начать процесс клонирования Стича, Хомяксвиль оказывается остановлен действиями Спарки, разрушающими оборудование. Во время финальной битвы герои выводят корабль из-под контроля, приводя его к крушению около острова Кауаи.
Получив разрешение от Великого Совета заниматься поиском оставшихся экспериментов, Лило, Стич и Спарки начинают подготовку к новым приключениям. После титров Джамба и Пликли разочарованы, поняв, что вновь застряли на Земле.

## В ролях
- Крис Сандерс в роли Стича / Эксперимент 626
- Дэйви Чейз в роли Лило Пелекай
- Фрэнк Уэлкер в роли Спарки / Эксперимент 221
- Джефф Беннетт в роли доктора Жака фон Хомстервиля
- Дэвид Огден Стайерс в роли доктора Джамбы Джукибы , создателя Стича
- Кевин Макдональд в роли Пликли
- Кевин Майкл Ричардсон в роли Ганту
- Тиа Каррере — Нани Пелекай, старшая сестра и законный опекун Лило
- Винг Рэймс в роли Кобры Бабблз
- Роб Полсен в роли Рубена / Эксперимент 625
- Ди Брэдли Бейкер в роли Дэвида Кавены

Другие голоса, отмеченные как «В эпизодических ролях»:
- Кори Бертон в роли гавайца
- Зои Колдуэлл в роли члена Большого совета
- Тресс МакНилл в роли корабельного компьютера Хомяксвиля
- Кунева Мук в роли Мозеса Пулоки
- Лилиана Муми в роли Мертл Эдмондс
- Джесс Уинфилд в роли разных голосов
- Лили Исида в роли Юки (в титрах не указана)
- Джиллиан Генри в роли Елены (в титрах не указана)
- Кали Уайтхерст в роли Терезы (в титрах не указана)

## Производство
«Новые приключения Стича» представлен Walt Disney Pictures и произведен Walt Disney Television Animation. Он служит введением к телевизионному сериалу «Лило и Стич». Было предложено использовать только имя Стича в заголовках как фильма, так и сериала, предполагавшегося под названием «Новые приключения Стича: Сериал». Впоследствии эта концепция была отклонена, и названия фильма и сериала оказались разными. Название «Новые приключения Стича!» (с восклицательным знаком) позднее стало использоваться для аниме-версии, появившейся спустя пять лет после выпуска этого фильма.

## Критический приём
На агрегаторе отзывов Rotten Tomatoes фильм имеет рейтинг одобрения 20%, основанный на 5 критических отзывах, со средним баллом 4,8 из 10.
Петрана Радулович из издания Polygon поместила «Новые приключения Стича» на последнее место среди сиквелов, приквелов и промежуточных историй мультфильмов Disney, выпущенных напрямую на видео в 2019 году. Она отметила идею о поиске семьёй Стича положительной стороной, но сочла фильм недостаточно забавным по сравнению с оригиналом «Лило и Стич», утверждая, что значительная часть очарования первой части исчезла из-за введения нового пришельца (Спарки) и типичного антагониста (доктор Хомстервиль).
В 2020 году Лиза Верстедт из Insider разместила «Новые приключения Стича» на последнем месте среди 25 фильмов подобного формата. Она назвала сюжет фильма слабым и неподходящим для отдельного полнометражного кино, отметив открытый финал, делающий фильм зависимым от последующих серий. Вместе с тем, Верстедт подчеркнула притягательность мира «Лило и Стич», поднявшую фильм значительно выше уровня, достигнутого сюжетом и качеством анимации отдельно от очаровательных персонажей.
На 31-й церемонии вручения премий Annie Awards фильм «Новые приключения Стича» был выдвинут на награду в категории «Лучший анимационный продукт для домашнего просмотра», но уступил фильму «Аниматрица».